# Torch
Torch是一款採用Chromium核心基礎，並預設ask.com作為搜尋引擎的瀏覽器。特色為簡單，快速，安全。

## 特色
可執行torrent間斷傳輸下載。可在您未有傑出影片播放器時擔當此角色。擁有獨立的Torch音樂庫及Torch遊戲庫。內建抓取媒體功能。可採用chrome線上商店擴充功能。

## 簡史
- 2013年六月十八，Torch公司宣稱此瀏覽器可做為下載器。不管youtube，FB。讓你與朋友聯繫更親近。[2]
- 2013年七月一日， 25.0.0.3712版本的Torch，增加了Instagram及Vine下載功能。[3]
- 2014年二月廿陸日，29.0.0.6508版本的Torch，個人FB主頁可自行增加可視化功能
- 2014年五月廿日，33.0.0.6975版本的Torch，增加了Torrent Stream的串流技術。

## 參照
1. ↑  . 2020年9月30日  [2023年9月9日].
2. ↑  .   [2016-05-16]. （原始内容存档于2016-04-08）.
3. ↑  .   [2016-05-16]. （原始内容存档于2013-07-08）.